# 2017 par pays en Océanie
Les événements de l'année 2017 en Océanie. Cet article traite des événements ayant marqué les pays situés en Océanie.
2015 par pays en Océanie - 2016 par pays en Océanie - 2017 - 2018 par pays en Océanie - 2019 par pays en Océanie
2015 en Océanie - 2016 en Océanie - 2017 en Océanie - 2018 en Océanie - 2019 en Océanie

## Australie
- 13 janvier : La ministre de la Santé, Sussan Ley, démissionne à la suite d'un scandale après avoir utilisé abusivement des fonds publics à des fins personnelles[1].
- 19 janvier : Face à une popularité déclinante, Mike Baird, premier ministre de Nouvelle-Galles du Sud, démissionne[2].
- 19 février : Mort de Dan Vickerman, ancien joueur des Wallabies (équipe d'Australie de rugby à XV), à l'âge de 37 ans[3].
- 28 mars : Le cyclone Debbie frappe le nord du Queensland, provoquant d'importantes inondations et faisant quatre morts[4].
- 26 mai : Une délégation aborigène demande la mise en place d'une instance fédérale aborigène représentative, et la rédaction d'un traité entre l'État fédéral et les communautés autochtones. Le premier ministre Malcolm Turnbull rappelle que cela exigerait un amendement constitutionnel par référendum, qui aurait selon lui peu de chance d'aboutir[5],[6].
- 5 juin : Un criminel multirécidiviste abat un employé d'hôtel à Melbourne et prend en otage une femme, en se réclamant de l'État islamique. Il est abattu par la police, et l'otage est libérée[7].
- 25 juillet : Mort de Geoffrey Gurrumul Yunupingu (né le 22 janvier 1971), musicien australien[8].
- 30 juillet : La police arrête quatre personnes soupçonnées de préparer un attentat contre un avion de ligne[9].
- 6 août : Mort de Betty Cuthbert (née le 20 avril 1938), quadruple championne olympique d'athlétisme pour l'Australie (en 1956 et 1964)[10].
- 20 septembre : Les États-Unis acceptent d'accueillir une cinquantaine de réfugiés refusés par l'Australie car arrivés en Australie illégalement par bateau de fortune. Ils étaient détenus depuis des années dans des camps à Nauru et en Papouasie-Nouvelle-Guinée, financés par l'Australie[11]. Les premiers partent pour les États-Unis le 26 septembre[12].
- 25 septembre : L'Australie annonce son intention de créer une agence spatiale nationale[13].
- 1er novembre : Le président du Sénat, Stephen Parry, démissionne du Sénat après avoir découvert qu'il était inéligible, car ayant un droit à une nationalité étrangère (britannique) à travers son père[14].
- 12 septembre au 7 novembre : référendum consultatif par voie postale, portant sur la légalisation ou non du mariage homosexuel. Les Australiens s'expriment à 61,6 % en faveur de la légalisation, avec un taux de participation de 79,5 %[15].
- 29 novembre : Le Parlement du Victoria, l'un des États de l'Australie, adopte un projet de loi légalisant, à partir de 2019, l'euthanasie encadrée pour les personnes en phase terminale de maladie et en état de souffrance chronique qui en feraient la demande[16].
- 8 décembre : Le Parlement fédéral légalise le mariage homosexuel[17].

## Îles Cook
- 4 octobre : L'Organisation de coopération et de développement économiques (OCDE) annonce qu'elle catégorisera les îles Cook comme étant un pays développé à compter de la fin de l'année 2018. Ce sera le premier petit État insulaire d'Océanie à être considéré comme un pays développé, rejoignant l'Australie et la Nouvelle-Zélande[18].

## Fidji
- 23 septembre : Quinze personnes sont reconnues coupables de sédition par la Haute Cour, pour avoir organisé des entraînements militaires clandestins en vue d'établir un État chrétien séparatiste dans la province de Ra[19].

## Guam
- 10 août : Dans un contexte de montée de tensions entre les États-Unis et la Corée du Nord, cette dernière menace de tirer des missiles qui « s’écraseront dans l’eau à 30 à 40 kilomètres de Guam »[20].

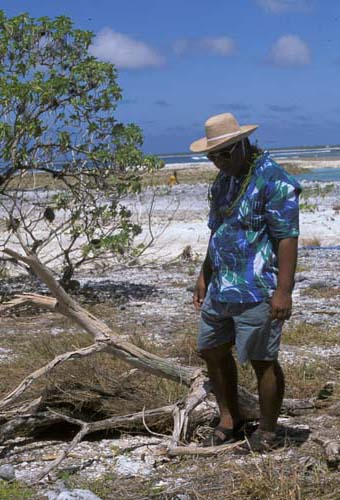
Connu pour son engagement diplomatique sur les questions de réchauffement climatique, Teburoro Tito, ancien président de la République, est nommé en septembre représentant des Kiribati auprès de l'ONU.

## Kiribati
- 21 mars : Mort en Nouvelle-Zélande de Teresia Teaiwa (née le 12 août 1968), poétesse gilbertine[21].
- 4 septembre : Teburoro Tito, ancien président de la République, est nommé ambassadeur des Kiribati auprès de l'Organisation des nations unies, succédant à Makurita Baaro[22].

## Tokelau
- 23 et 27 janvier : Élections générales (législatives et exécutives). Siopili Perez devient ulu-o-Tokelau (chef du gouvernement).
- 8 août : À la demande du gouvernement tokelauan, la Nouvelle-Zélande accepte de nommer un administrateur à temps plein pour ce territoire, plutôt que d'associer cette fonction à celle de haut-commissaire de Nouvelle-Zélande aux Samoa[23].

## Wallis-et-Futuna
- 11 juin : élections législatives, Napole Polutele est élu député.
- 3 septembre : Wallis-et-Futuna devient membre du Groupe des dirigeants polynésiens[24].